# Stanisław Górka (aktor)
Stanisław Kazimierz Górka (ur. 18 kwietnia 1954 w  Garwolinie) – polski aktor teatralny, filmowy i telewizyjny, pedagog.

## Życiorys
W latach 1962–1973 uczęszczał do Szkoły Podstawowej i Liceum Ogólnokształcącego w Dęblinie. W 1977 ukończył z wyróżnieniem studia na Wydziale Aktorskim Państwowej Wyższej Szkoły Teatralnej w Warszawie. Debiutował na scenie PWST w podwójnej roli Antygona i Autolikusa w Opowieści zimowej Williama Szekspira.
Od 1977 aktor Teatru Współczesnego w Warszawie, a od 1993 lider Towarzystwa Teatralnego Pod Górkę. Ponadto występował w Teatrze Dramatycznym, Teatrze Nowym i Centrum Łowicka w Warszawie, Bałtyckim Teatrze Dramatycznym w Koszalinie i Teatrze Polskim w Bydgoszczy. Największą popularność telewizyjną przyniosła mu rola Zbigniewa w serialu Plebania.
Od 1979 nauczyciel akademicki w PWST w Warszawie. W 1987 uzyskał stopień doktora, a w 2002 habilitację. W 2015 prezydent Bronisław Komorowski nadał mu tytuł profesora sztuk teatralnych.
W 1992 r. założył autorski teatr "Towarzystwo Teatralne pod Górkę", którego stała siedziba i Scena Letnia mieści się pod adresem: ul. Nad Świdrem 45, 05-462 Kopki.

## Filmografia
- 1977: Układ krążenia jako piłkarz Górka (odc. 1)
- 1977: Rekord świata jako kolega Michała
- 1977: Tajny detektyw jako Teofil, syn Winiarskiego
- 1978: Zaległy urlop jako Tomek, syn Kazimierza
- 1978: Ładny Gips jako Ben Blackwood
- 1979: Ojciec królowej jako służący przynoszący królowi mleko
- 1979: Dyrygent jako kontrabasista z orkiestry
- 1980: Ukryty w słońcu jako asystent
- 1981: Wielka majówka jako milicjant "po szkole"
- 1981: Przyjaciele (obsada aktorska/odc. 4 i 5)
- 1981: Najdłuższa wojna nowoczesnej Europy jako Guterer, sekretarz nadprezydenta Wilamowitz-Möllendorffa (odc. 10)
- 1982: Popielec jako Nakopalec
- 1986: Weryfikacja jako ekolog mieszkający z Olgierdem
- 1987: Sami dla siebie jako pracownik domu dziecka
- 1988: Biesy jako spiskowiec
- 1989: Kawalerki jako Bobek, kochanek Krysi
- 1990: Jan Kiliński (obsada aktorska)
- 1991: Panny i wdowy (serial) jako SB-ek na ślubie Zuzanny (odc. 5)
- 1991: Panny i wdowy jako SB-ek na ślubie Zuzanny
- 1994: Zawrócony jako dzielnicowy Albin
- 1995: Pułkownik Kwiatkowski jako sierżant Tomaszek
- 1997: Sława i chwała jako porucznik Kieliszek (odc. 3)
- 2000-2011: Plebania jako Zbigniew Sroka, mąż Haliny
- 2000: Miodowe lata jako Małkowski (odc. 48)
- 2001: Przeprowadzki jako spiker w radio; tylko głos (odc. 7)
- 2005: Auschwitz. Naziści i „ostateczne rozwiązanie” jako Karl Bischoff, kierownik budowy KL Auschwitz-Birkenau (odc. 2 i 3)
- 2006: Magda M. jako Dariusz Lesicki (odc. 20 i 21)
- 2014: Czas honoru. Powstanie jako cywil za drzwiami (odc. 11)
- 2018–2019, od 2022: Barwy szczęścia jako dyrektor banku Witold Budrewicz
- 2020: Osiecka jako Kazimierz Hłasko, ojciec Marka (odc. 5)

### Lektor
- 2007: Kazimierz Pułaski. Bohater dwóch narodów

### Opracowanie plastyczne
- 1969: Balast (Film animowany)

## Role teatralne
PWST w Warszawie
- 1977: Zimowa opowieść (reż: Mrozowska Zofia)
- 1993: Kupiec wenecki (reż: Argent Edward)

Teatr Dramatyczny w Warszawie
- 1977: Zabobon, czyli Krakowiacy i Górale (reż: René Ludwik)
- 1993: Kolęda na cztery głosy (reż: Leon Schiller)

Teatr Współczesny w Warszawie
- 1977: Największa świętość (reż: Englert Maciej)
- 1978: Przebudzenie wiosny (reż: Zaleski Krzysztof)
- 1978: Dziady kowieńskie (reż: Kreczmar Jerzy)
- 1979: Krawiec (reż: Axer Erwin)
- 1980: Tryptyk (reż: Axer Erwin)
- 1980: Kobieta (reż: Englert Maciej)
- 1981: Smok (reż: Zaleski Krzysztof)
- 1982: Pastorałka (reż: Englert Maciej)
- 1982: Mahagonny (reż: Zaleski Krzysztof)
- 1983: Sen nocy letniej (reż: Englert Maciej)
- 1983: Człowiek-Słoń (reż: Kochańczyk Marcel)
- 1984: Walka karnawału z postem (reż: Wiśniewski Janusz)
- 1984: Niech no tylko zakwitną jabłonie (reż: Zaleski Krzysztof)
- 1985: Trzy siostry (reż: Englert Maciej)
- 1986: Lorenzaccio (reż: Zaleski Krzysztof)
- 1987: Mistrz i Małgorzata (reż: Englert Maciej)
- 1988: Dyliżans (reż: Englert Maciej)
- 1991: Wieczór Trzech Króli (reż: Englert Maciej)
- 1992: Sami porządni ludzie (reż: Kutz Kazimierz
- 1992: Wdowy (reż: Axer Erwin)
- 1993: Wizyta starszej pani
- 1994: Miłość na Krymie (reż: Axer Erwin)
- 1995: Zimowa opowieść (reż: Englert Maciej)
- 1995: Martwe dusze (reż: Englert Maciej)
- 1998: Nasze miasto (reż: Englert Maciej)
- 1999: Mieszczanin szlachcicem (reż: Englert Maciej)
- 2000: Barbarzyńcy. Sceny z miasta powiatowego (reż: Glińska Agnieszka)
- 2002: Wniebowstąpienie (reż: Englert Maciej)
- 2004: Męczeństwo Piotra Ohey'a (reż: Englert Maciej)

Teatr Nowy w Warszawie
- 1982: Opera za trzy grosze (reż: Nyczak Janusz)

Towarzystwo Teatralne Pod Górkę w Warszawie
- 1994: Ten drogi Lwów
- 1999: Hemar mniej znany (reż: Wiśniewski Tadeusz)
- 2007: No, i jak tu nie jechać ... (reż: Matyszkiewicz Grażyna)

Teatr Polski im. Hieronima Konieczki w Bydgoszczy
- 2004: Czego nie widać (reż: Orzechowski Adam)

Bałtycki Teatr Dramatyczny im.Juliusza Słowackiego w Koszalinie
- 2008: Damy i huzary (reż: Ziniewicz Piotr)
- 2010: Colas Breugnon (reż: Wiśniewski Tadeusz)

Centrum Łowicka w Warszawie
- 2009: Warszawa moich wspomnień (reż: Dobrzyńska Barbara)

## Odznaczenia
- Złoty Krzyż Zasługi (2011)[4]
- Brązowy Medal „Zasłużony Kulturze Gloria Artis” (2012)[5]